# E39
La ruta europea E39 és una carretera que forma part de la Xarxa de carreteres europees. Comença a Trondheim (Noruega) i finalitza a Ålborg (Dinamarca). Té una longitud de 1330 km. Té una orientació de nord a sud i passa per Noruega i Dinamarca.